# كنز الأصدقاء (فلم)
كنز الأصدقاء (بالإنجليزية: Treasure Buddies) هو فيلم كوميدي تم إنتاجه في الولايات المتحدة وصدر في سنة 2012.

## روابط خارجية
- مقالات تستعمل روابط فنية بلا صلة مع ويكي بيانات